# Ministerstvo vnitra Slovenské republiky
Ministerstvo vnitra Slovenské republiky (zkratka MV SR, slovensky Ministerstvo vnútra Slovenskej republiky) je jedno z ministerstev Slovenska.

## Působnost ministerstva
Ministerstvo vnitra SR je ústředním orgánem státní správy Slovenské republiky pro: 
1. Ochranu ústavního zřízení, veřejného pořádku, bezpečnosti osob a majetku, ochranu a správu státních hranic, bezpečnost a plynulost silničního provozu, věci zbraní a střeliva, soukromé bezpečnostní služby, vstup na území Slovenské republiky a pobyt cizinců na jejím území, občanské průkazy, cestovní doklady a oprávnění k řízení motorových vozidel, otázky azylantů a vysídlených osob, evidenci obyvatel, evidenci silničních motorových a přípojných vozidel, integrovaný záchranný systém, civilní ochranu a ochranu před požáry,
2. Všeobecnou vnitřní správu včetně věci územního a správního uspořádání Slovenské republiky, státní symboly, heraldický rejstřík, archivy a registratury, státní občanství, matriční věci, shromažďování a sdružování včetně registrace některých právnických osob, o nichž to stanoví zákon, organizační zajištění voleb do Národní rady Slovenské republiky, organizační zajištění voleb prezidenta Slovenské republiky a lidového hlasování o jeho odvolání, organizační zajištění voleb do orgánů územní samosprávy, organizační zajištění referenda, organizační zajištění voleb do Evropského parlamentu, válečné hroby, živnostenské podnikání, povolování veřejných sbírek, koordinaci výkonu státní správy prováděné obcemi, vyššími územními celky a orgány místní státní správy,
3. Automatizovaný informační systém místní státní správy,
4. Policejní sbor a Hasičský záchranný sbor,
5. Koordinaci vzdělávání zaměstnanců obcí a vyšších územních celků plnících úkoly státní správy.

## Ministr vnitra
Ministerstvo vnitra řídí a za jeho činnost odpovídá ministr vnitra, kterého jmenuje a odvolává prezident SR na návrh předsedy vlády SR. 
Současným ministrem vnitra je Matúš Šutaj Eštok (od 25. říjen 2023).

## Státní tajemník ministerstva vnitra
Ministra vnitra v době jeho nepřítomnosti zastupuje v rozsahu jeho práv a povinností státní tajemník. Ministr ho může pověřit i v jiných případech, aby ho zastupoval v rozsahu jeho práv a povinností. Státní tajemník má při zastupování ministra na jednání vlády poradní hlas. Státního tajemníka jmenuje a odvolává vláda na návrh ministra vnitra. 